# Discinellaceae
Discinellaceae is een familie van de Leotiomycetes, behorend tot de orde van Helotiales. Het typegeslacht is Discinella.

## Kenmerken
Het zijn saprotrofen die zich ontwikkelen op dode planten en plantenresten. Apothecia schijfvormig, rond, geleiachtig, randen glad of soms behaard. Het buitenste deel van het excipulum is gemaakt van geleiachtige glasachtige cellen met een prismatische of zeer ingewikkelde textuur. Kerngedeelte samengesteld uit cellen met een vergelijkbare structuur. Asci 8-sporig, cilindrisch, amyloïde of inamyloïde. Ellipsoïde ascosporen, zonder septa, hyaliene. Hyaliene conidioforen, soms vertakt, draadvormig, bolvormig of spoelvormig, waarvan sommige dimorfe conidia vormen.

## Taxonomie
De familie Discinellaceae bestaat uit de volgende genera:
- Cladochasiella Marvanová 1997
- Discinella Boud. 1885
- Fontanospora Dyko 1978
- Geocoryne Korf 1978
- Gyoerffyella Kol 1928
- Lemonniera De Wild. 1894
- Margaritispora Ingold 1942
- Naevala B. Hein 1976
- Pezoloma Clem. 1909
- Pseudopezicula Korf 1986
- Tetrachaetum Ingold 1942
- Varicosporium W. Kegel 1906.